# Valois Erzsébet spanyol királyné
Franciaországi Erzsébet (franciául: Élisabeth de France, spanyol névváltozata alapján ismert még Izabella és „Isabel de la Paz” néven is, spanyolul: Isabel de Francia; Fontainebleau, Franciaország, 1545. április 2. – Aranjuez, Spanyolország, 1568. október 3.), II. Fülöp harmadik feleségeként Spanyolország királynéja 1559-es házasságától gyermekágyi láztól bekövetkezett 1568-as haláláig. A Valois-ház angoulême-i ágának tagja, II. Henrik francia király és Medici Katalin királyné legidősebb leánya.

## Életrajza

### Ifjúkora

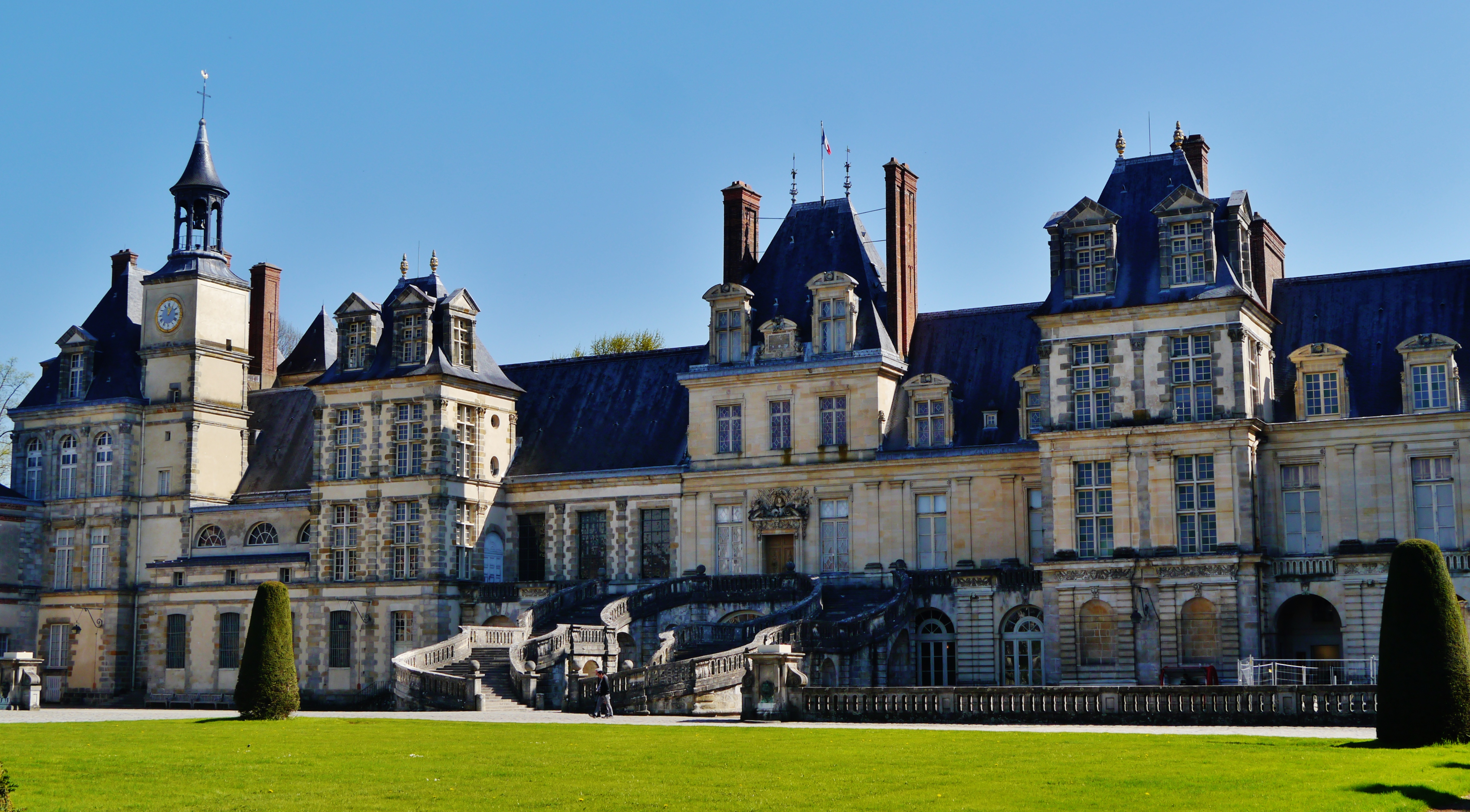
Erzsébet hercegnő születésének helyszíne, a fontainebleau-i kastély

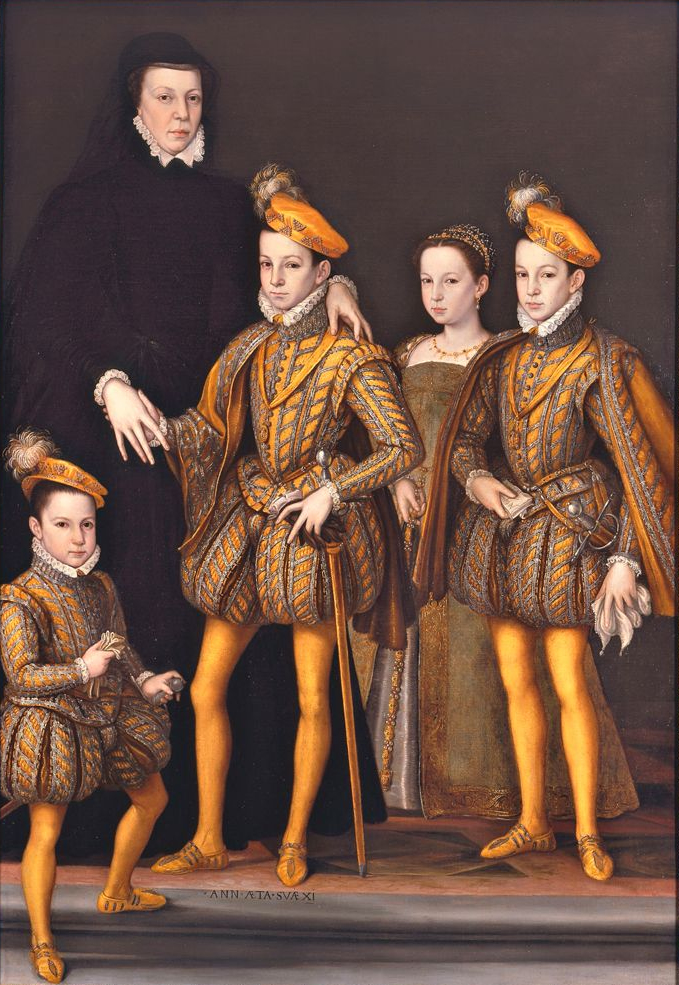
Édesanyja, Medici Katalin királyné gyermekei társaságában (balról jobbra): Ferenc, Károly, Margit és Henrik. A portré 1561 körül készült, amikor Erzsébet már megházasodott, így sem ő, sem másik házasságban élő testvére, Klaudia lotaringiai hercegné nem szerepel a képen

Erzsébet 1545. április 2-án született a fontainebleau-i kastélyban. Ő volt szülei, Henrik francia dauphin (1547-től francia király) és Medici Katalin másodszülött gyermeke, egyben első leánya. Françoise d’Humières királyi nevelő felügyelete alatt nevelkedett.
Keresztelőjére 1546. július 4-én került sor Fontainebleauban. Keresztapja VIII. Henrik angol király lett (aki egyben apja keresztapja is volt), míg keresztanyjai Ausztriai Erzsébet királyné (aki nagyapja, I. Ferenc második felesége volt) és Jeanne d’Albret (aki később III. Johanna néven navarrai királynő) lettek.
Nem csak gyermekkorát, de hálószobáját is megosztotta a francia királyi udvarban nevelkedő, nála pár évvel idősebb Stuart Máriával. Bár Erzsébetnek elsőbbséget kellett adnia Máriának, akit már kisgyermekként, 1543-ban skót királynővé koronáztak (így rangban felette állt), ennek ellenére életük végéig közeli barátok maradtak.
Udvarhölgye, Claude de Vineulx gyerekkora óta mellette volt, később Spanyolországba is elkísérte. Claude mindvégig beszámolt Erzsébet állapotáról édesanyjának, a nagyhatalmú Medici Katalinnak. Erzsébet édesanyja, a királyné iránt mindvégig felelősségteljesen viseltetett, levelezéseik bizonyítják, hogy a királyné gyengéd és szerető volt iránta. Bár húgát (egyben leendő sógornőjét), Margitot szebbnek írták le nála, ennek ellenére Erzsébetet Medici Katalin egyik vonzó leányának tartották, aki anyja itáliai vonásait örökölte: barna haj, barna szempár.

### Házassága

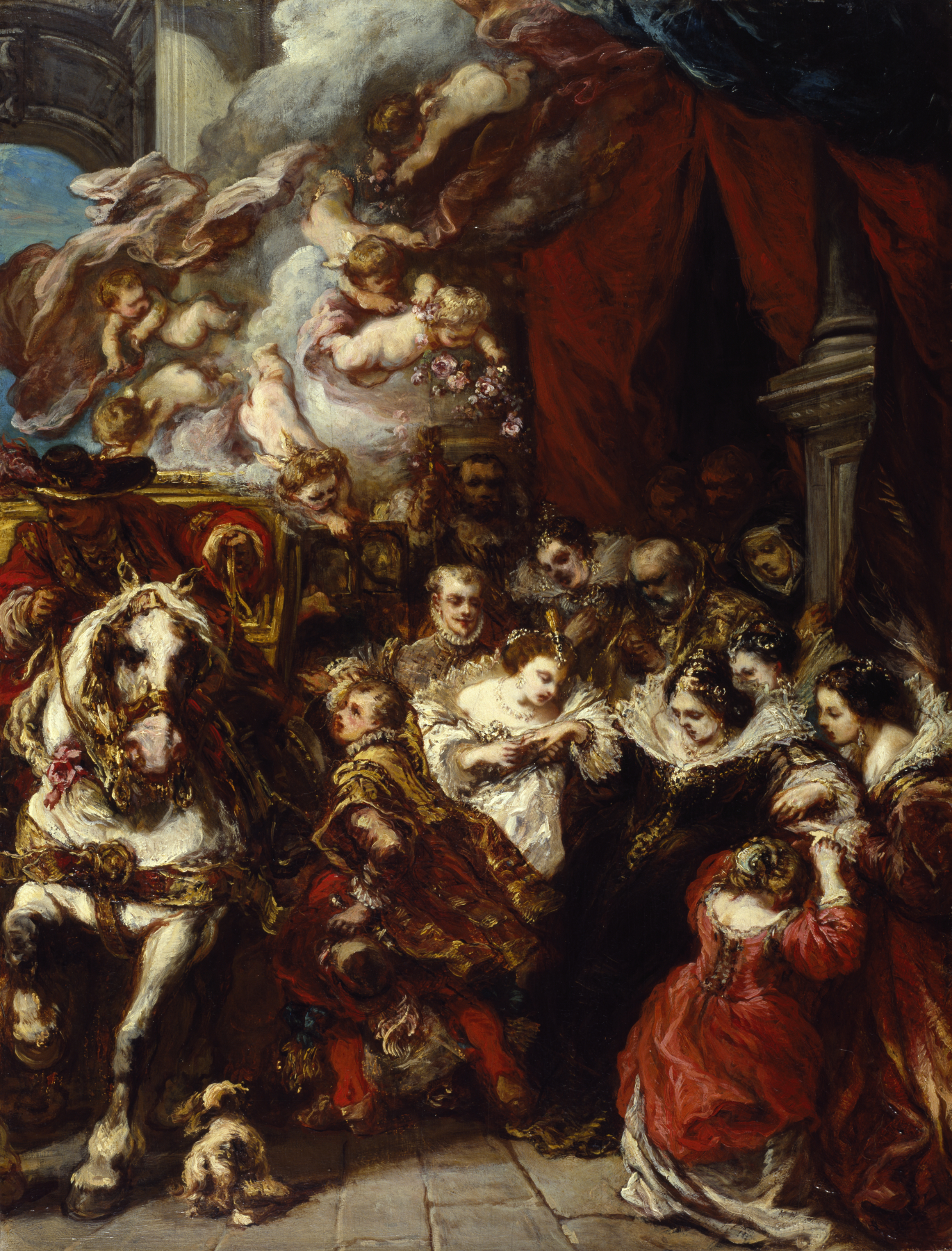
Eugène Isabey 19. századi festménye, amely Erzsébetet édesapja halála miatt gyászruhában ábrázolja, ahogyan ájultan viszik a hintóhoz, ami elviszi őt új hazájába, Spanyolországba

Erzsébet hercegnő házassági kérdése már nagyon korán jelentős politikai ügynek számított. 1550-ben, mindössze négy esztendős korában apja tárgyalásokat kezdett leánya és az ifjú VI. Eduárd angol király házasságáról. A frigyet III. Gyula pápa ellenezte, sőt, annak létrejötte esetén mindkét fél kiközösítésével fenyegetett. A házasság végül nem emiatt, hanem VI. Eduárd idő előtti, 1553-ban bekövetkezett halála okán nem jöhetett létre.
A hercegnő ezt követően II. Fülöp spanyol király fiának és örökösének, Károly asztúriai hercegnek lett a jegyese. Mivel a király nem bízott a testi és mentális betegségektől egyaránt szenvedő fiában, valamint második felesége, I. Mária angol királynő 1558 novemberében elhunyt, így Fülöpnek szükségessé vált, hogy mielőbb biztosítva legyen öröksége. 1559. április 3-án megkötötték a cateau-cambrésis-i békét, amelynek részeként Fülöp király maga kívánta feleségül venni Erzsébet hercegnőt.
Az esküvőre meghatalmazottak útján 1559. június 22-én került sor a Notre-Dame-székesegyházban, Párizsban. Fülöpöt Fernando Álvarez de Toledo, Alba hercege képviselte. Házasságkötésükkor Erzsébet mindössze tizenhárom, míg II. Fülöp király harminchárom esztendős volt. Fiatal kora nem jelentett akadályt, megegyezett a korabeli szokásoknak: édesanyja tizennégy éves volt házasságakor, míg húga, Klaudia hercegnő tizenegy volt, amikor 1559 januárjában megesküdött III. Károly lotaringiai herceggel.
Az esküvői ünnepségek része volt egy lovagi torna is. A június 30-án tartott esemény során Erzsébet édesapja, II. Henrik király állt ki Gabriel de Lorges, Montgomery grófjával. Az összecsapás során azonban a király súlyos balesetet szenvedett: a gróf kettétört lándzsájának egy darabja Henrik szemébe fúródott, ami végül július 10-én a halálát okozta. Erzsébet tanúja volt apja, a király balesetének. A jelenet és szeretett édesapjának elvesztése mélyen érintette, új hazájába, Spanyolországba való utazását is elhalasztották.

### Spanyolország királynéjaként

#### Szerepe a királyi családban

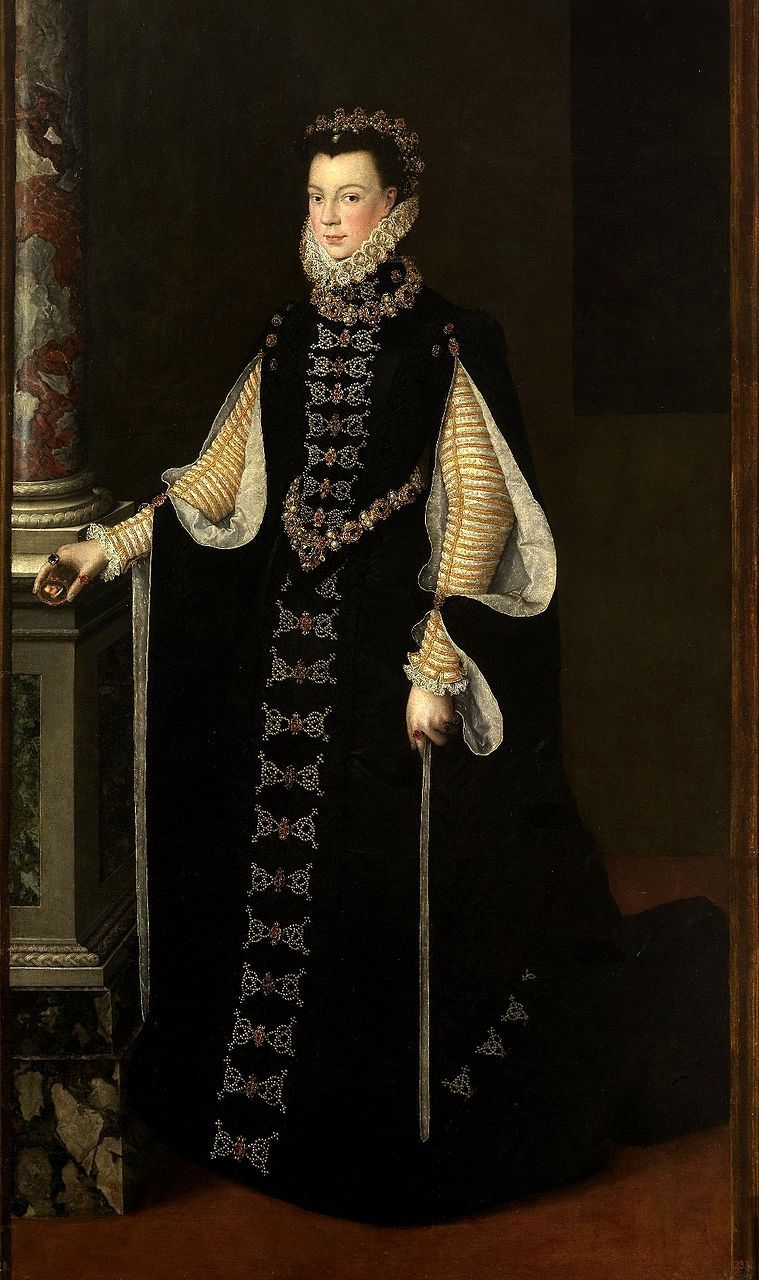
Erzsébet Spanyolország királynéjaként 1561-ben, barátja, egyben udvarhölgye, Sofonisba Anguissola portréján (Prado)

Erzsébet fél évvel később, 1560. január 6-án érkezett meg Spanyolországba, elsőként Roncesvalles településre. Férjével, II. Fülöp spanyol királlyal Guadalajarában találkozott először. Itt tartották február 2-án a hivatalos esküvőt, immáron mind a két fél személyes részvételével. Az ünnepségen tiszteletét tette Sofonisba Anguissola itáliai festőművész, valamint Ana de Mendoza y de Silva, Éboli hercegnője, spanyol nemesasszony is, akik mind a ketten nagy hatással lettek az ifjú Erzsébetre. A hölgyekkel közeli baráti viszonyba került, Anguissola udvarhölgye is lett. Mivel Erzsébet amatőr festő volt, Anguissola mellett fejleszteni tudta művészi készségeit.
Kedves személyiségének köszönhetően új hazájában hamar népszerű lett és levetkőzte a korban uralkodó franciaellenességet. Új családjában szívélyes fogadtatásra talált: jó kapcsolatba került a vele egykorú mostohafiával, Károly infánssal (aki egyben korábbi jegyese is volt), és egyik legközelebbi barátja sógornője, Johanna lett. Spanyolországban a franciáknál használatos „Madame Elisabeth” néven vált ismertté.
A kor szokásai szerint férjével való házasságát addig nem hálhatta el, amíg nem került sor első vérzésére. Ez idő alatt Fülöp király előző házasságaihoz hasonlóan, szeretőt tartott: 1559 és 1564 között Eufrasia de Guzmánnal volt viszonya. 1564-ben a hölgy teherbe esett, egyes pletykák szerint magától a királytól. A botrány elkerülése érdekében Eufrasia összeházasodott Antonio Luis de Leivával, Áscoli hercegével. A születendő gyermek keresztanyja maga Erzsébet királyné, míg keresztapja Don Juan de Austria, Fülöp törvénytelen féltestvére lett. Az eset megviselte Erzsébetet, mivel apja szeretőjére, Diane de Poitiersre emlékeztette.
Az Erzsébet királyné első vérzésére való várás kormoly diplomáciai feszültséget okozott a spanyol és a francia udvarnak egyaránt. A folyamat végül másfél évvel hivatalos esküvőjüket követően következett be, 1561. augusztus 11-én. Amint a királyné első menstruációja elmúlt, házasságuk hivatalosan is beteljesült nászuk elhálásával. Fülöp király és Erzsébet királyné között a nagy korkülönbség ellenére mély vonzalom és kötelék alakult ki. A király 1564-re végleg lemondott szeretőjéről, feleségével való kapcsolata pedig mind a két fél részéről szerelemnek bizonyult. Erzsébet királyné édesanyjának írt leveleiben méltatta a királyt és magát roppant szerencsésnek írta le mellette. Fülöp király annyira ragaszkodott szeretett hitveséhez, hogy akkor is mellette volt és ápolta, amikor az fekete himlőtől szenvedett.

#### Hatása a spanyol politikára
Erzsébet királyné spanyol udvarba érkezésével a reneszánsz is térhódításba kezdett a Spanyol Birodalomban. Édesanyja, Medici Katalin királyné gondosan megválogatott francia kísérettel küldte Spanyolországba leányát, azonban Fülöp király a kíséret egy részét visszaküldte Franciaországba. Annak érdekében, hogy elkerülje a francia befolyást, Erzsébet udvartartását spanyolokkal töltötte fel, hogy a királyné minél gyorsabban elsajátíthassa a spanyol nyelvet és szokásokat. Édesanyjához hasonlóan a művészetek lelkes támogatója volt: festők, zeneszerzők, költők mecénása lett. Barátja és pártfogoltja volt Sofonisba Anguissola itáliai festőnőnek. Erzsébet számára a divat is fontos szerepet játszott: öltözködésében váltogatta a spanyol és francia stílust, ügyelt rá, hogy ruhái mindig a legjobb minőségűnek tartott selyemből és bársonyból készüljenek, emellett édesanyja rendszeresen küldte számára a legújabb francia és itáliai parfümöket.
II. Fülöp király első két hitvesével ellentétben Erzsébetet már bevonta a kormány ügyeibe, felesége az egyik legfőbb bizalmasa, támasza és tanácsadója lett. Erzsébet diplomáciai utazáson is részt vett: Alba hercegével ők képviselték a királyt az 1565-ös bayonne-i találkozón. Az eseményen újra látta édesanyját, valamint két testvérét, IX. Károly francia királyt és Henrik, Anjou hercegét. Annak ellenére, hogy Erzsébet teljes spanyolországi tartózkodása alatt mindenről beszámolt és jelentett édesanyjának, a találkozón hevesen védre új hazája érdekeit. A találkozóra IX. Károly nagy körutazásán belül került sor. Erzsébet királyné mindvégig unalmasnak tartotta a Toledóban székelő spanyol udvart és szokásokat, hiányoztak számára a nagyapja, I. Ferenc francia király által emelt kastélyok kényelme – ezért rávette férjét, hogy a királyi udvart helyezzék át Madridba. Mivel a város központi fekvése jól védhetővé tette, emellett vízellátása is kedvező volt, így Fülöp községesen engedett felesége kérésének, ezzel 1561-ben az udvar új székhelye a madridi Alcázar lett.

### Gyermekei

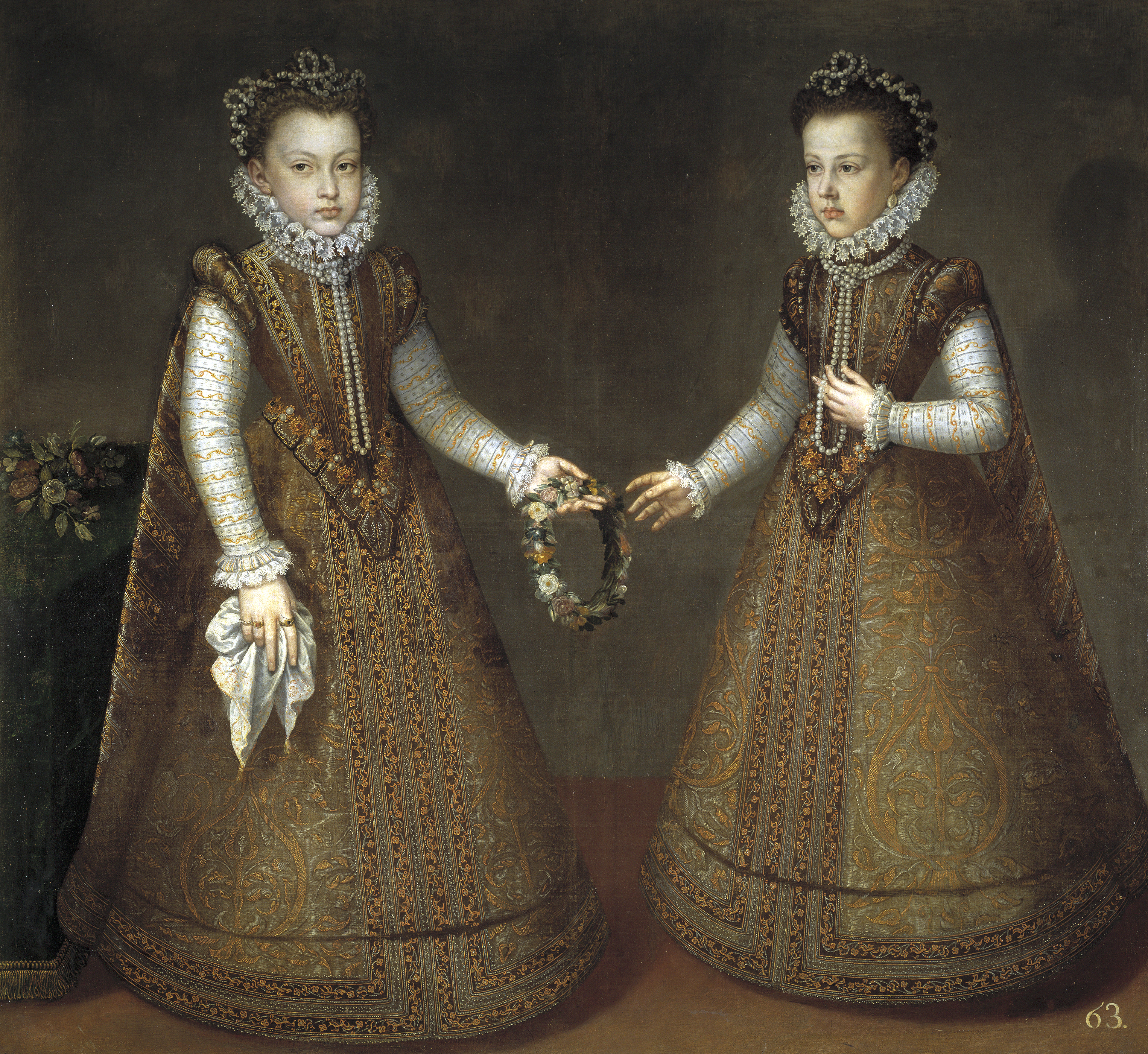
Erzsébet és Fülöp király két felnőttkort is megért leánya: Izabella Klára Eugénia (balra) és Katalin Mihaéla (jobbra) 1570 körül (Museo del Prado)

1564 májusában jelentették be Erzsébet királyné első terhességét. Orvosai a gyógyteák és imádságok mellett előírták még számára a korban szokásos érvágást, ami azonban legyengítette szervezetét. Három hónappal később a királyné így elvetélt egy ikerpárral.
A tragikus eseményt követően Erzsébet ragaszkodott hozzá, hogy Toledói Szent Jenő – aki Párizs első püspöke és vértanú is volt – maradványait Madridba szállítsák. Végül 1566. augusztus 12-én egy egészséges leánygyermeknek, Izabella Klára Eugéniának adott életet. A kisleány nevét édesanyja után, valamint születése napjának szentje, Assisi Szent Klára, továbbá Szent Jenő iránti áhítatból kapta. Ő lett II. Fülöp spanyol király legkedvesebb gyermeke, akit a Spanyol Birodalom államügyeibe is bevont. Az infánsnőt kezdetben francia királynénak szánta, ám végül elsőfokú unokatestvérével, Albert főherceggel házasodott össze, megörökölve Spanyol-Németalföldet.
Nem sokkal első leányát követően 1567. október 10-én a királyné egy újabb leánygyermeknek adott életet. Katalin Mihaéla nevét anyai nagyanyja, Medici Katalin, valamint Mihály arkangyal után kapta. Az infánsnő születése csalódást okozott a spanyol udvarnak, mivel fiúörököst vártak helyette. Erzsébet – bár örült újabb gyermeke születésének – mély letargiába esett, hogy nem tudott fiút szülni férjének.
Gyermekeik:
- elvetélt ikerpár (1564 augusztusa)
- Izabella Klára Eugénia infánsnő (1566. augusztus 12. – 1633. december 1.)
- Katalin Mihaéla infánsnő (1567. október 10. – 1597. november 6.)
- koraszülött leánygyermek (1568. október 3.)

### Halála és öröksége

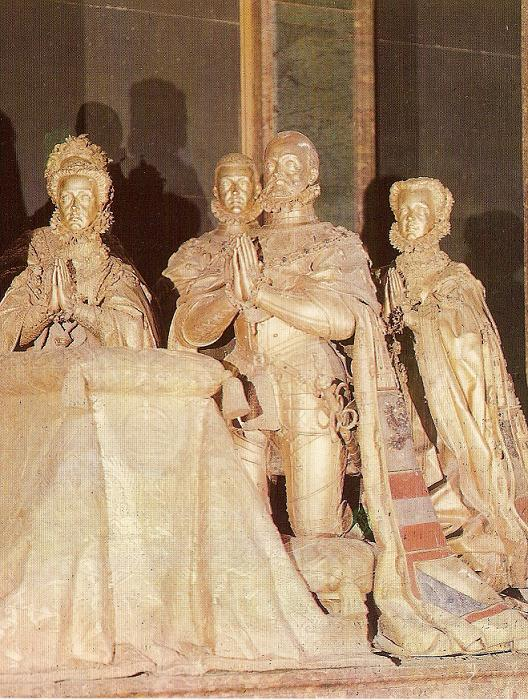
II. Fülöp spanyol király alakja (balról a harmadik) az El Escorial-i királyi kolostorban, mögötte jobbra harmadik felesége, Erzsébet királyné

1568-ra Erzsébet egészségügyi állapota megromlott. Nem sokkal második leánya, Katalin Mihaéla születését követően újból teherbe esett. Ez a terhessége azonban a korábbiaktól eltérően erősebb hányást, szédülést és további kellemetlen reakciókat váltott ki, így orvosai újból érvágással próbálták enyhíteni tüneteit. A sikertelen kezelés és gyenge egészségügyi állapota miatt 1568. október 3-án a királyné idő előtt szülte meg gyermekét, egy újabb leányt. A koraszülött kisgyermek másfél órát élt. Erzsébet még el tudott búcsúzni szeretett férjétől, a királytól és két leányától, ám pár órával a szülést követően ő maga is elhunyt. Huszonhárom éves volt.
Testét az El Escorial-i királyi kolostor infánsok panteonjában helyezték el, nem a királyok és királynéknál, mivel Erzsébet nem lett spanyol király édesanyja. II. Fülöp király élete végéig gyászolta Erzsébetet, aki után csak a fiúörökös hiánya késztette újabb házasságra. A korabéli beszámolók alapján felesége halálát követően a király személyisége megváltozott: visszafogottá és melankolikussá vált. Fülöp végül 1570 novemberében negyedszerre is megnősült, ezúttal saját unokahúgát, Ausztriai Annát, II. Miksa német-római császár leányát vette feleségül.
Erzsébet halála előtt két hónappal a király első házasságából származó fia, az az apja ellen merényletet elkövető, ezért elzártan raboskodó Károly asztúriai herceg is váratlanul elhunyt. A herceg halála számos találgatásra és pletykára adott okot a kor közvéleménye számára. Friedrich Schiller német romantikus író műve alapján írta Giuseppe Verdi az azonos című Don Carlos operáját. A mű a valósággal ellentétben azt sugallja, hogy Erzsébet és Károly herceg szeretők voltak, míg a királyt negatív színben tünteti fel.